# Vanessa Branch
Vanessa Branch (Londra, 21 marzo 1973) è un'attrice britannica con cittadinanza statunitense.

## Biografia
Nel 2001 interpreta il ruolo di Naomi Wyman adulta nell'undicesimo episodio Nelle pieghe del tempo (Shattered) della settima stagione della serie televisiva Star Trek: Voyager, quarta serie live action del franchise Star Trek.
Nel 2010 presta la voce a Beatrice nella versione originale del videogioco Dante's Inferno.

## Filmografia

### Cinema
- The Cell - La cellula (The Cell), regia di Tarsem Singh (2000)
- Ticker - Esplosione finale (Ticker), regia di Albert Pyun (2001)
- Posta del cuore (Good Advice), regia di Steve Rash (2001)
- John Q, regia di Nick Cassavetes (2002)
- La maledizione della prima luna (Pirates of the Caribbean: The Curse of the Black Pearl), regia di Gore Verbinski (2003)
- U-429 - Senza via di fuga (In Enemy Hands), regia di Tony Giglio (2004)
- Pirati dei Caraibi - La maledizione del forziere fantasma (Pirates of the Caribbean: Dead Man's Chest), regia di Gore Verbinski (2006)
- Asylum, regia di Tony Mark (2007)
- Suburban Girl, regia di Marc Klein (0007)
- Pirati dei Caraibi - Ai confini del mondo (Pirates of the Caribbean: At World's End), regia di Gore Verbinski (2007)
- Milk and Fashion, regia di Roy Chin (2007)
- Tutte le strade portano a casa (All Roads Lead Home), regia di Dennis Fallon (2008)
- Wild Child, regia di Nick Moore (2008) (non accreditata)
- Laureata... e adesso? (Post Grad), regia di Vicky Jenson (2009)
- Kung Fu Man (Gōngfū Xiá), regia di Yuen Cheung-yan e Ning Ying (2012)
- 500 Miles North, regia di Luke Massey (2014)

### Televisione
- Joseph il tenore (Encore! Encore!) – serie TV, episodio 1x10 (1999)
- Star Trek: Voyager – serie TV, episodio 7x11 (2001)
- Invisible Man (The Invisible Man) – serie TV, episodio 2x05 (2001)
- Quello che gli uomini non dicono (The Mind of the Married Man) – serie TV, episodio 1x08 (2001)
- Port Charles – serial TV, 2 puntate (2001-2002)
- She Spies – serie TV, episodio 2x19 (2004)
- Entourage – serie TV, episodio 2x06 (2005)
- Eve – serie TV, episodi 3x02-3x09 (2005)
- Lost – serie TV, episodio 2x12 (2006)
- Una mamma per amica (Gilmore Girls) – serie TV, episodi 7x05-7x08 (2006)
- Detective Monk (Monk) – serie TV, episodio 5x12 (2007)
- Andy Barker, P.I. – serie TV, episodio 1x01 (2007)
- CSI: Miami – serie TV, episodio 7x07 (2008)
- The Protector – serie TV, episodio 1x12 (2011)
- Criminal Minds – serie TV, episodio 7x13 (2012)
- Bones – serie TV, episodio 7x07 (2012)
- Perception – serie TV, episodio 1x06 (2012)
- Il tempo della nostra vita (Days of Our Lives) – serial TV, 2 puntate (2014)
- Satisfaction – serie TV, episodio 1x02 (2014)

## Doppiatrici italiane
Nelle versioni in italiano delle opere in cui ha recitato, Vanessa Branch è stata doppiata da:
- Raffaella Castelli in Pirati dei Caraibi - Ai confini del mondo
- Antonella Rinaldi in Tutte le strade portano a casa
- Emilia Costa in Suburban Girl
- Francesca Guadagno in Detective Monk
- Laura Latini in CSI: Miami
- Daniela Calò in Perception